# Sveta Ana

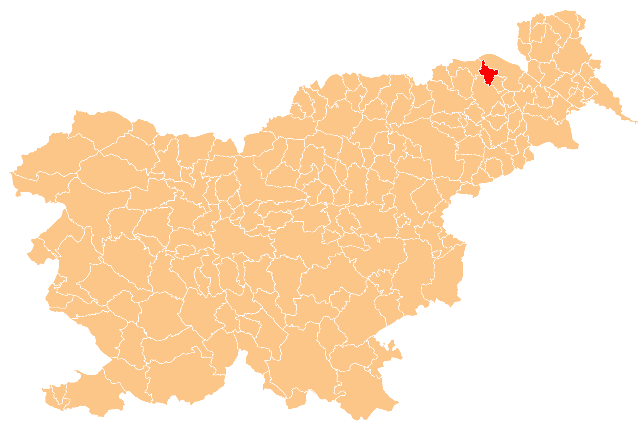
Sveta Anas läge i Slovenien.

Sveta Ana är en kommun i Slovenien. Den har 2 282 invånare på 37,2 km² enligt folkräkningen 2002.